# Wilhelm Schwendemann
Wilhelm Schwendemann (ur. 17 maja 1958 w Friedrichshafen) – niemiecki duchowny i teolog luterański, doktor habilitowany nauk teologicznych, profesor Wyższej Szkoły Ewangelickiej we Fryburgu Bryzgowijskim.

## Życiorys
Po studiach w zakresie teologii ewangelickiej, filozofii, judaistyki i socjologii religii został ordynowany na duchownego Ewangelickiego Kościoła Krajowego w Badenii. Od 1995 jest profesorem teologii ewangelickiej i dydaktyki w Wyższej Szkole Ewangelickiej we Fryburgu. Był także wykładowcą na Uniwersytecie Fryburskim.
28 czerwca 2018 na podstawie dorobku naukowego, w tym publikacji Reformation und Humanismus. Phillipp Melanchthon und Johannes Calvin uzyskał na Wydziale Teologicznym Chrześcijańskiej Akademii Teologicznej w Warszawie stopień naukowy doktora habilitowanego nauk teologicznych w zakresie teologii praktycznej.
Specjalizuje się w zakresie praw człowieka i nauczania religii.
Jest mężem Christine Blum-Schwendemann, pedagożki społecznej. Ma troje dzieci: Matthiasa, Barbarę, Priskę.

## Członkostwo w organizacjach i kolegiach redakcyjnych
- Martin Buber Gesellschaft
- Deutsche Comenius Gesellschaft
- Gesellschaft für christlich-jüdische Zusammenarbeit Freiburg
- Freiburger Rundbrief - Zeitschrift für christlich-Jüdische Begegnung im Kontext
- Gesellschaft für Religionspädagogik
- BRU-Magazin
- Fachverband evangelische Religionslehrer und Religionslehrerinnen Baden
- Gesellschaft für Religionspädagogik/Fachdidaktik
- Internationaler Verband Evangelischer Erzieher und Erzieherinnen[2]